# Polytela gloriosae

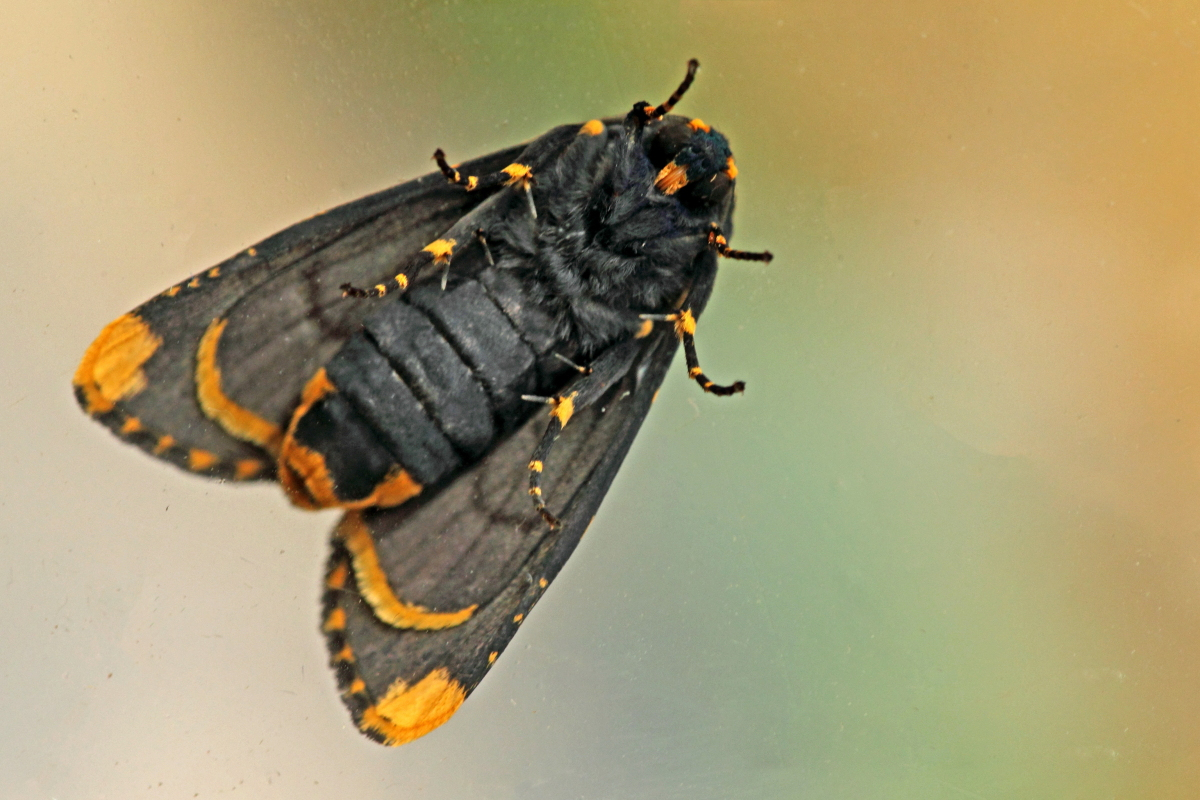
Flügelunterseite

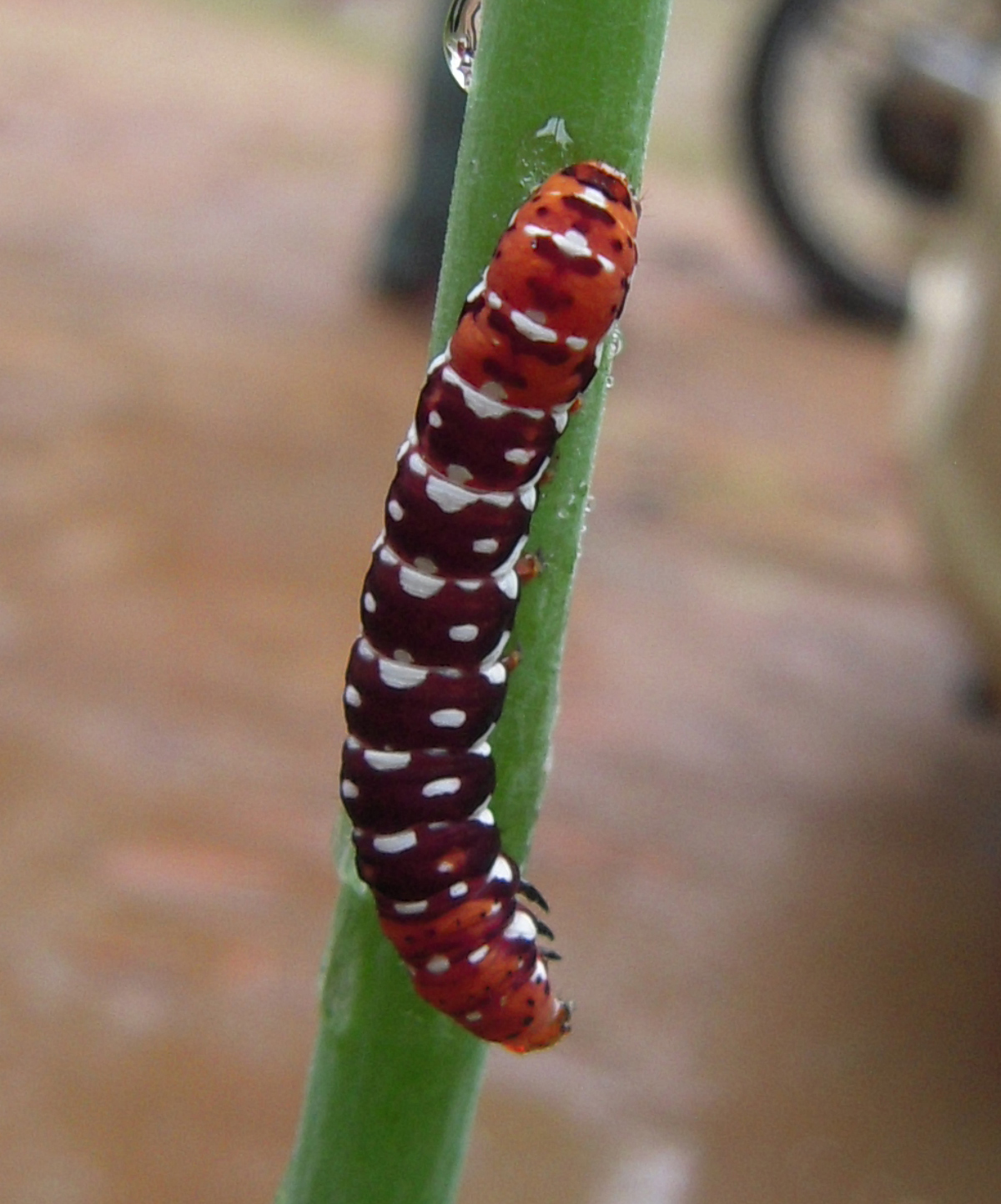
Raupe kopfabwärts

Polytela gloriosae ist ein in Asien vorkommender Schmetterling (Nachtfalter) aus der Familie der Eulenfalter (Noctuidae).

## Merkmale

### Falter
Die Falter erreichen eine Flügelspannweite von durchschnittlich 30 Millimetern. Die Flügeloberseiten haben eine violett schwarze Grundfarbe und sind sehr bunt gemustert. Am Apex sowie am Innenwinkel der Vorderflügeloberseite hebt sich jeweils ein großer gelber Fleck ab. Weitere, sehr kleine gelbe Flecke befinden sich am Vorderrand. Die weiße Ringmakel ist kreisrund und oftmals schwarz gekernt, die ebenfalls weiße Nierenmakel ist rosa gefüllt und knickt rechtwinkelig ab. In der Basal- bzw. Postmedialregion hebt sich ein Muster aus rötlichen runden bzw. halbmondförmigen Flecken ab. Das Mittelfeld wird von gelben Querlinien begrenzt. Die Fransen sind gelb/schwarz gescheckt. Die Hinterflügeloberseite ist zeichnungslos schwarz und mit gelben Fransen versehen. Die Flügelunterseiten sind grauschwarz gefärbt und zeigen lediglich den großen gelben Fleck am Apex sowie die Fransenfärbung wie die Oberseiten. Auf dem Thorax heben sich orange gelbe Flecke ab. Der Hinterleib ist am Ende kräftig orangefarbig behaart.

### Raupe
Junge Raupen sind zunächst rötlich gefärbt und zeigen auf jedem Körpersegment weiße Punkte. Mit zunehmendem Alter bzw. nach jeder Häutung verfärben sie sich etwas dunkler. Ausgewachsen nehmen sie eine violett schwarze Farbe an und sind mit großen weißen Flecken versehen. Die vordersten zwei bis drei sowie die hintersten zwei bis drei Segmente heben sich jeweils rötlich braun ab. Die Verpuppung erfolgt in der Erde.

### Ähnliche Arten
Aufgrund der sehr markanten Zeichnung sind die Falter unverwechselbar.

## Verbreitung und Vorkommen

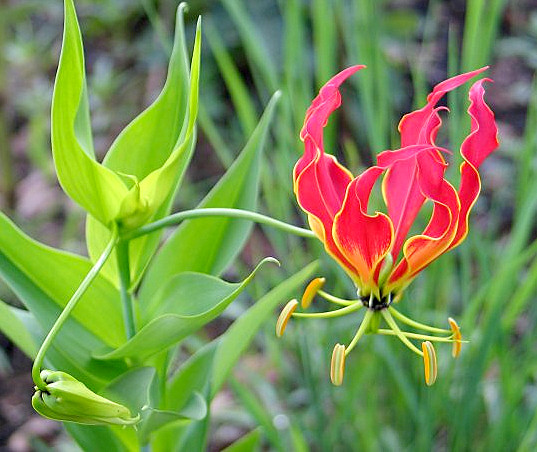
An der Ruhmeskrone treten die Raupen zuweilen schädlich auf

Polytela gloriosae kommt in Indien, Sri Lanka und Indonesien vor. Die Art besiedelt unterschiedliche Lebensräume, sofern die Raupennahrungspflanzen dort vorkommen. Sie ist auch in Gärten und Parkanlagen sowie an Beleuchtungen in den Städten zu finden.

## Lebensweise
Die nachtaktiven Falter fliegen schwerpunktmäßig zwischen Mai und Oktober. und besuchen künstliche Lichtquellen. Die gelben Eier werden in Spiegeln von etwa 50 Stück abgelegt. Die Raupen ernähren sich von den Blättern, Blüten und Früchten von Liliengewächsen (Liliaceae) und Amaryllisgewächsen (Amaryllidaceae). Sie leben überwiegend gesellig. An der Staatsblume des indischen Bundesstaats Tamil Nadu, der Ruhmeskrone (Gloriosa superba) treten die Raupen zuweilen schädlich auf.